# Kancellár írás
A kancellár írás (li-su (lishu)) a kínai írás egyik változata, amely a Hadakozó fejedelemségek korában alakult ki a pecsétírással párhuzamosan. A Han-korban vált általánosan elterjedtté és lett a korabeli kínai írás hivatalos stílusa. A korábban létezett stílusok közül a leginkább alkalmas az ecsetírásra, épp ezért a kínai kalligráfia máig népszerű formája.

## Előzmények
A kínai írásjegyek legkorábbi formái bizonyíthatóan az. i. e. 13. századból származó, úgy nevezett jóslócsont feliratokon jelentek meg. A Sang (Shang)-dinasztia vége felé használt szertartási bronzedényre vésett szövegek, már, egy strukturáltabb, egységesebb írásformában, az úgy nevezett pecsétírással íródtak. A Csou (Zhou)-korban a pecsétírás, időben és térben különböző változatai voltak a legelterjedtebbek. Csin Si Huang-ti (Qin Shi Huangdi) rendeletére megalkották az addig használt pecsétírások különböző változatainak egységes, standard formáját, amelyet kis pecsétírásnak neveztek, a korábbi írásváltozatokra, mintegy összefoglaló névként ekkortól kezdve hivatkoznak úgy, hogy nagy pecsétírás. A rövid életű, ám a kínai írás máig használt alapjait kidolgozó, annak egységes rendszerét megalkotó Csin (Qin)-dinasztia bukásával a pecsétírások korszaka is véget ért.

## Kialakulása
A Csin (Qin)-dinasztia idején kidolgozott egységes írásforma, a kis pecsétírás elvitathatatlan érdeme, hogy egy átgondolt, összefogott rendszert alkotott a kínai írásjegy szabványosított formai megjelenítésére. A hátránya azonban, hogy ez még mindig magánban hordozta a karcolással, véséssel kialakított formajegyeket, és ezért nehézkes volt az ecsettel történő írása. Az ecset feltalálását a hagyomány ugyan az Első Császár egyik tábornokának, Meng Tien (Meng Tian)nek tulajdonítja, de régészeti bizonyítékok igazolják, hogy ecsetet, ecsetszerű íróeszközt már az i. e. 3. század előtt is használtak Kínában. Ugyancsak régészetei leletek bizonyítják, hogy a kancellár írás, ecsetíráshoz kialakított korai formája már a Hadakozó fejedelemségek korában is létezett. Az i. e. 5-4. századtól kezdve, valamint a Csin (Qin)-dinasztia idején a pecsétírások feltehetően csak a hivatalos, méltató vagy díszes szövegek rögzítésére használhatták, míg a mindennapos gyakorlatban a kancellár írással írtak.
A hagyomány tudni véli a kancellár írás megalkotóját is, aki Cseng Miao (Cheng Miao) 程邈 (i. e. 240-i. e. 207.) volt. Csin Si Huang-ti (Qin Shi Huangdi) kishivatalnokának életének részleteiről alig maradt fenn bármi említésre méltó, annyit lehet tudni róla, hogy az Első Császár bebörtönöztette, és a börtönévei alatt alkotta meg a kancellár írást.

## Elnevezése
A „kancellár írás” kínai megnevezésében (li-su (lishu)) szereplő li 隸 írásjegy jelentése: 'szolga', 'rabszolga', 'alávetett (személy)'. A szónak az írásfajta megnevezéséhez kapcsolásának miértje bizonytalan. Vannak, akik azt feltételezik, hogy Csao Miao (Zhao Miao) bebörtönzésének történetére utalhat a név.
A kancellár írásnak magyarul nincs egységes megnevezése, de a legtöbb változat a kancellár, illetve a kancellária szavak valamelyikét használja, lásd: kancelláriai írás,  kancellista írás, kancelláriai stílus, ezenkívül még találkozni az írnokírás, hivatali írás, illetve a hivatalos írás, hivatalnoki írás változatokkal is.

## Használata
A kancellár írás a Han-korban vált hivatalos írásstílussá. Az ekkor bevezetett hivatalnoki vizsgarendszer (amely intézmény 1905-ig fennmaradt) keretei között lebonyolított írásbeli vizsgák alkalmával a jelöltek kancellár írással megfogalmazott dolgozatban kellett számot adni tudásukról.
Amikor i. sz. 175-ben Ling 靈 császár  (156-189) elrendelte, hogy a legfontosabb konfuciánus szent könyv teljes szövegét felállított kőtáblákra véssék, a korszak ünnepelt kalligráfusának, Caj Jung (Cai Yong)nak a kancellár stílust használó kézírása volt a minta.
A kancellár írás jellegzetes szögletességét a későbbi formák is megőrizték. A kis változtatással megalkotott „szabályos” vagy „standard” stílus, az úgy nevezett kaj-su (kaishu) megjelenéséig, és annak 7. századi bevezetéséig Kína hivatalos írásstílusának számított. Jelentőségét azonban kínai és japán kalligráfiában mindmáig megőrizte.